# Broch von Gurness

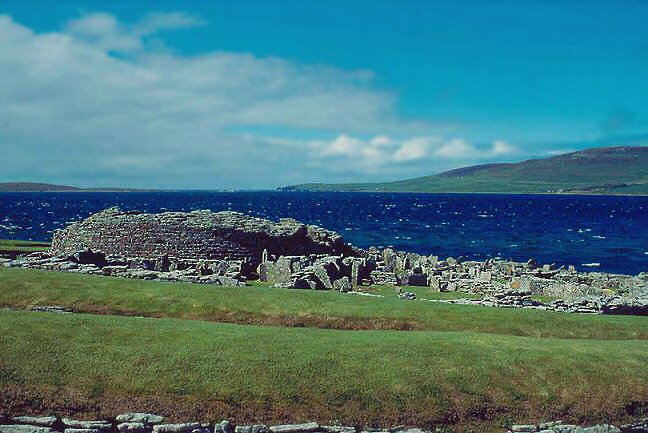
Broch of Gurness – Blick nach Westen.

Der Broch of Gurness (auch: Broch o’ Gurness) ist ein eisenzeitlicher Turmbau, um den sich eine Siedlung entwickelte. Die Anlage wurde im 2. oder 1. vorchristlichen Jahrhundert errichtet und wurde in piktischer Zeit erneut genutzt.

## Lage
Gurness (englisch Aikerness – korrumpiert) liegt bei Tingwall auf der schottischen Orkneyinsel Mainland auf der Halbinsel Aikerness am Eynhallow Sound.

## Forschungsgeschichte
Der orkadische Künstler Robert Rendall (1898–1967) identifizierte 1929 den Hügel Knap of Aikerness als Broch. Archäologen des Ministry of Public Building and Works (MOPBW) gruben die Anlage Ende der 1930er Jahre aus.

Broch of Gurness
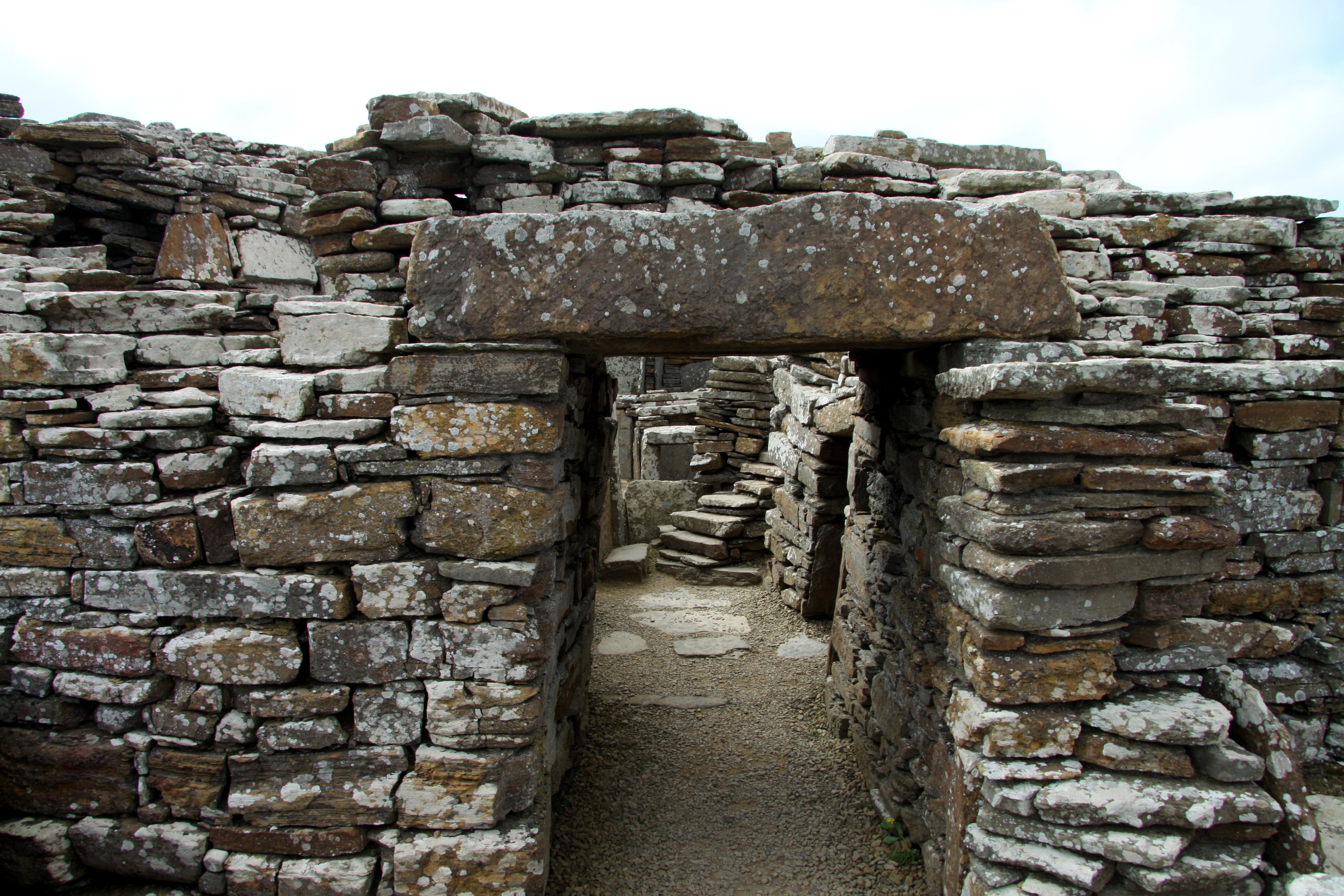
Zugang
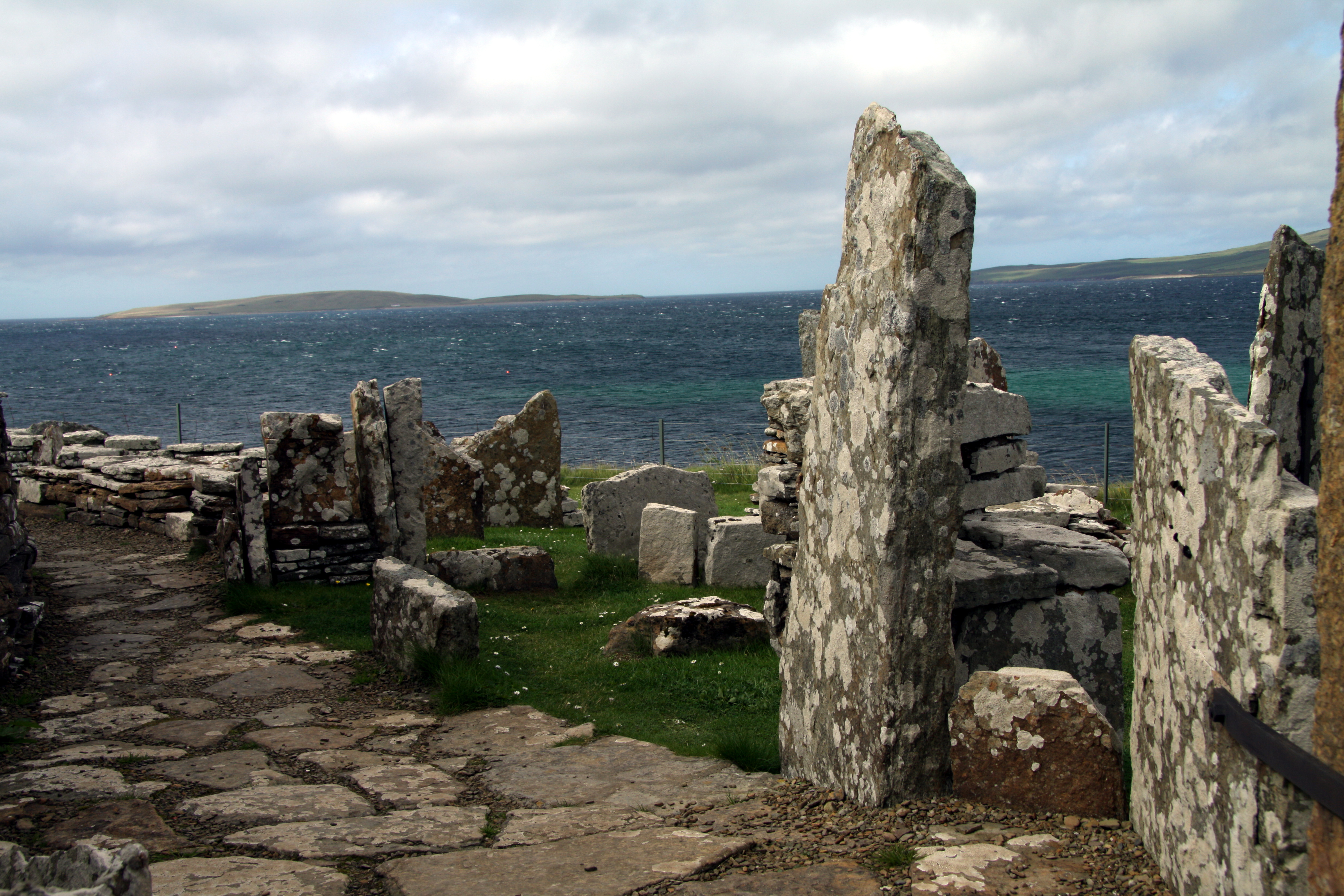
Broch Detail
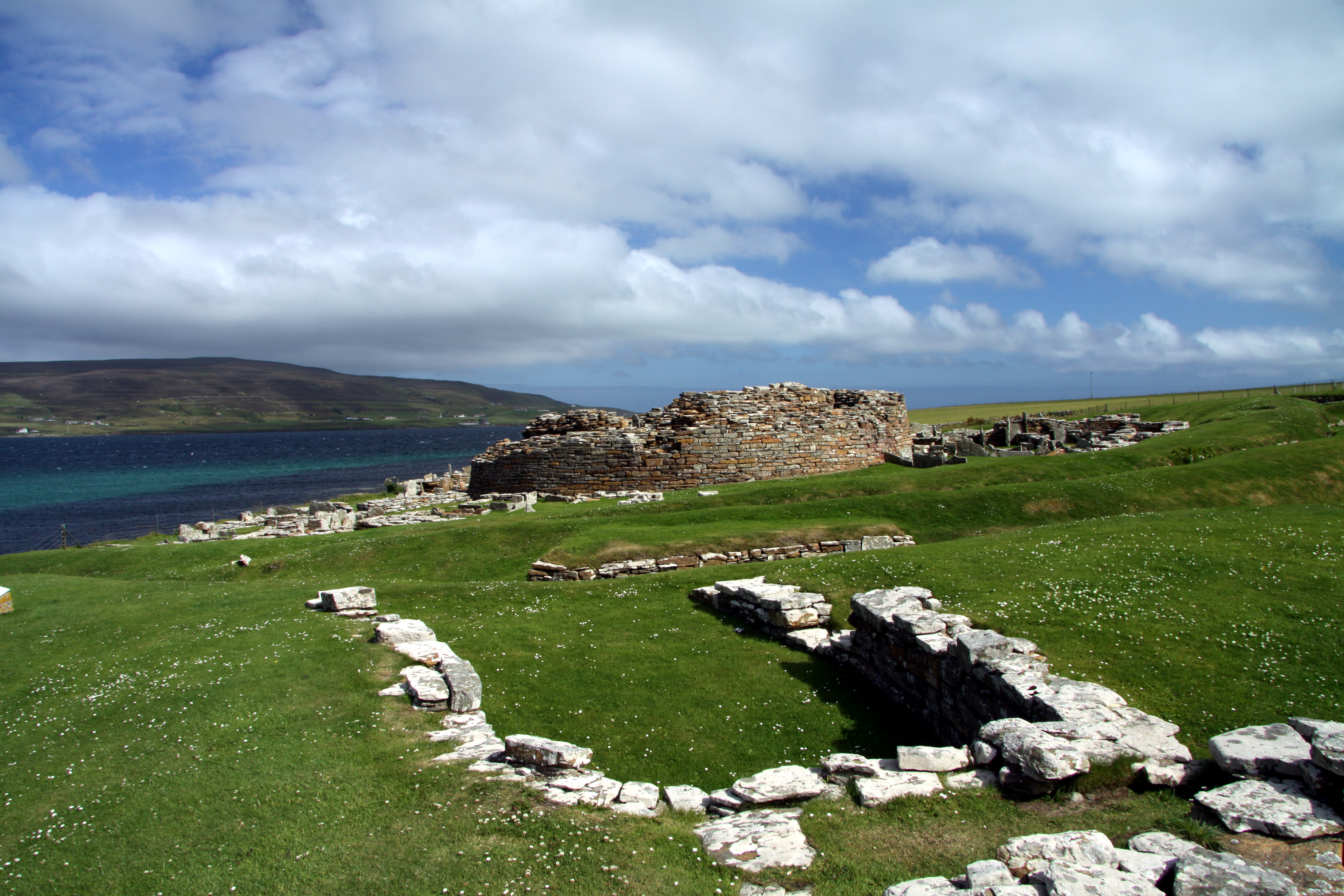
Broch Detail

Bei Ausgrabungen wurde 1931 das Gurness-Messer entdeckt, das in die Zeit von 400–800 n. Chr. datiert wird. In den Griff aus dem Knochen eines Wals sind Ogham-Zeichen eingeritzt.

## Aufbau
Mit 20 m Durchmesser gehört der Broch of Gurness zu den größten seiner Art. Er ist bis zu einer Höhe von 3,5 m erhalten. Um Turm und Siedlung befindet sich eine dreifache Umwallung aus Gräben und Mauern. Bei den Ausgrabungen wurde 1930 eine unterirdische Kammer entdeckt, in der sich, ähnlich der Anlage in Minehowe, Quellwasser sammelt. Eine bei der Ausgrabung in den 1930er Jahren gefundene steile Steintreppe führt unter den Broch.

## Nachnutzung
Knapp außerhalb von Wall und Graben liegt das Shamrock House, ein ovales Steingebäude mit vier Räumen, die sich zu einem größeren Innenraum öffnen. Im Inneren des Hauses sind steinerne Einbauten und Nischen erhalten. Es wurde nach dem Verfall der älteren Anlage von den Pikten auf den Ruinen errichtet. Während der Ausgrabungen translozierte man das Haus in den Außenbereich der Siedlung, wo es heute zu sehen ist.
Auch die Wikinger siedelten auf Aikerness. Zu ihrer Zeit waren Broch und Siedlung bereits verfallen und wahrscheinlich von einem Erdhügel überdeckt. Im Graben des Brochs wurde 1939 das flache Grab einer Wikingerfrau (archäologische Geschlechtsbestimmung) gefunden. Die Tote war ost-westlich ausgerichtet in einer Steinkiste bestattet. An Grabbeigaben fanden sich zwei Fibeln, eine Halskette aus Muscheln und eine kleine Eisensichel. Die Fibeln datieren das Grab in das 10. Jahrhundert.

## Piktischer Symbolstein
Der piktische Symbolstein wurde 1935 bei Ausgrabungen auf einer Mauer in einem Gebäude gefunden, das den Weg zum Broch flankiert. Es ist ein grober Baustein aus Sandstein von 0,53 × 0,39 × 0,29 m aus dem 6. oder 7. Jahrhundert. Die Symbole sind auf einer breiten ebenen Fläche sehr leicht eingeschnitten und bestehen aus Rechtecken und einer Scheibe.